# Порочащие сведения
Порочащие сведения — это сведения, содержащие утверждения о нарушении гражданином или юридическим лицом действующего законодательства, совершении нечестного поступка, неправильном, неэтичном поведении в личной, общественной или политической жизни, недобросовестности при осуществлении производственно-хозяйственной и предпринимательской деятельности, нарушении деловой этики или обычаев делового оборота, которые умаляют честь и достоинство гражданина или деловую репутацию гражданина либо юридического лица.

## Юридическое обоснование
Согласно статье 152 ГК РФ «О защите чести, достоинства и деловой репутации», гражданин вправе требовать по суду опровержения порочащих его честь, достоинство или деловую репутацию сведений, а юридическое лицо — сведений, порочащих его деловую репутацию, если распространивший такие сведения не докажет, что они соответствуют действительности. По требованию заинтересованных лиц допускается защита чести и достоинства гражданина и после его смерти.
Если сведения, порочащие честь, достоинство или деловую репутацию гражданина, распространены в средствах массовой информации, они должны быть опровергнуты в тех же средствах массовой информации. Гражданин вправе обратиться с требованием об опровержении таких сведений непосредственно к редакции соответствующего средства массовой информации, а отказ в опровержении либо нарушение установленного законом порядка опровержения могут быть обжалованы в суде (статьи 43 и 45 Закона Российской Федерации «О средствах массовой информации»). Гражданин, в отношении которого в средствах массовой информации опубликованы сведения, ущемляющие его права или охраняемые законом интересы, а также юридическое лицо, если опубликованные сведения порочат его деловую репутацию, имеют право на опубликование своего ответа в тех же средствах массовой информации (пункты 3, 7 статьи 152 Гражданского кодекса Российской Федерации, статья 46 Закона Российской Федерации «О средствах массовой информации»).
Если указанные сведения содержатся в документе, исходящем от организации, такой документ подлежит замене или отзыву. Порядок опровержения в иных случаях устанавливается судом.
Если решение суда не выполнено, суд вправе наложить на нарушителя штраф, взыскиваемый в размере и в порядке, предусмотренных процессуальным законодательством, в доход Российской Федерации. Уплата штрафа не освобождает нарушителя от обязанности выполнить предусмотренное решением суда действие.
Гражданин, в отношении которого распространены сведения, порочащие его честь, достоинство или деловую репутацию, вправе наряду с опровержением таких сведений требовать возмещения убытков и морального вреда, причиненных их распространением (статья 1100 «Основания компенсации морального вреда» ГК РФ часть 2).
Надлежащими ответчиками по искам о защите чести, достоинства и деловой репутации являются авторы не соответствующих действительности порочащих сведений, а также лица, распространившие эти сведения.
Если установить лицо, распространившее сведения, порочащие честь, достоинство или деловую репутацию гражданина, невозможно, лицо, в отношении которого такие сведения распространены, вправе обратиться в суд с заявлением о признании распространенных сведений не соответствующими действительности.
Если действия лица, распространившего не соответствующие действительности порочащие сведения, содержат признаки преступления, предусмотренного статьей 128.1 УК РФ (клевета), потерпевший вправе обратиться в суд с заявлением о привлечении виновного к уголовной ответственности, а также предъявить иск о защите чести и достоинства или деловой репутации в порядке гражданского судопроизводства.
Оценочные суждения, мнения, убеждения не являются предметом судебной защиты в порядке статьи 152 ГК РФ, поскольку, являясь выражением субъективного мнения и взглядов ответчика, не могут быть проверены на предмет соответствия их действительности. Если субъективное мнение было высказано в оскорбительной форме, унижающей честь, достоинство или деловую репутацию истца, на ответчика может быть возложена обязанность компенсации морального вреда, причиненного истцу оскорблением (статьи 150, 151 ГК РФ). Статья 130 УК РФ "Оскорбление" утратила силу.